# Дзэнга
Дзэнга (яп. 禅画 ‘картина [в духе] дзэн’) — стиль японской живописи, связанный с практикой дзэн-буддизма. Чаще всего им занимаются монахи, его наибольший расцвет наступил в период Эдо.

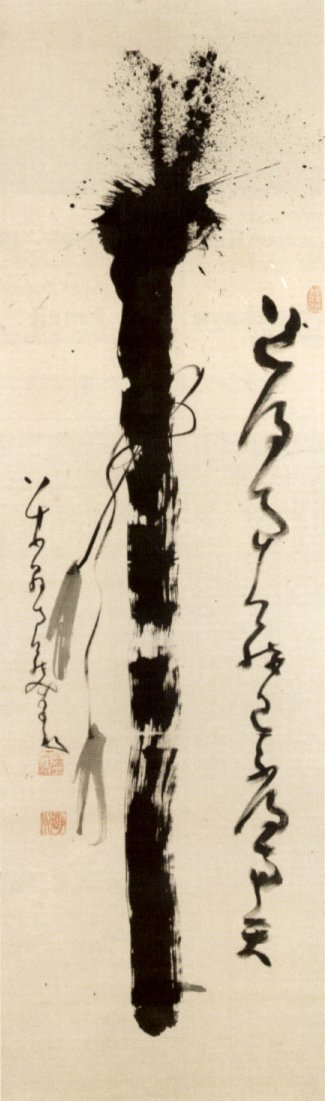
Рисунок и каллиграфия авторства Нантэнбо

Использование термина ограничивается, как правило, живописью, созданной в эту эпоху, что не совсем точно, так как похожие картины создавались и раньше. Религиозная значимость буддизма в период Эдо снизилась, но монахи, в особенности, дзен, все ещё играли важную роль, особенно среди художников и литераторов. Их картины и произведения каллиграфии, называемые дзэнга, создаваемые как помощь для медитации или как форма духовного упражнения, были тогда очень популярны. Одними из основных художников в стиле дзэнга были Экаку Хакуин и Сэнгай. В период Мэйдзи дзэнга, так же как и живопись литераторов нанга, не претерпела серьезных изменений. Их высшая цель, заключающаяся в обращении внимания, прежде всего, на индивидуальную экспрессию художника, взаимодействует с влиятельными в то время в Японии идеями западного искусства, хотя их медиум остался традиционным. Дзэнгой продолжали заниматься среди монахов и практиков дзен, но оно постоянно производило влияние на современное искусство. Важным художником этого периода был мастер дзен Нантэнбо.
Эти метафорические или аллюзийные изображения, как правило, выполняются чернилами, часто сопровождаются каллиграфией, формально, довольно наивно и абстрактно, иногда даже карикатурно. Их главной целью было передать самым простым и прямым способом идеалы дзен — примером может быть круг энсо, рисуемый в одно движение кисти. Хотя в идеале дзэнга должны быть нарисованы спонтанно, вне всяких канонов и конвенций, как индивидуальное выражение переполнения духом дзэн, нередко их создавали профессиональные художники по заказу храмов. Монахи-художники часто создавали их также в качестве подарка для посетителей.